# Castro Verde (freguesia)
Castro Verde is een plaats (freguesia) in de Portugese gemeente Castro Verde en telt 4820 inwoners (2001).